# Tejn Mølle
Tejn Mølle eller Melsted Stubmølle er en stubmølle i Melsted 1 km syd for Gudhjem på den danske ø Bornholm i Nordeuropa.

## Historie
Møllen blev opført i 1830 i Årsballe og taget i brug samme år og omkring 1850 flyttet til Tejn på vestkysten af Bornholm. Selv om den stod på toppen af en klippe, fangede møllen for lidt vind. Den blev derfor i 1882 forhøjet og sat på en stub. Ejeren, Peter Mikkelsen, gav den under flytningen nye vinger, der kunne justeres . I modsætning til mange andre stubmøller drejer vingerne - set fra forsiden - med uret. Mikkelsen gjorde møllen større både i højde og dybde. Møllen gik i arv til hans søn og var i drift til 1941.
For at bevare den blev den erhvervet af Foreningen Bornholm. I 1959 blev den fredet. I år 2000 kunne den ikke længere fungere på grund af nærliggende høje træer og bygninger. I 2006 blev det derfor besluttet at flytte den til Bornholms Landbrugsmuseum i Melsted lige syd for Gudhjem. I 2009 blev den åbnet for offentligheden. Møllen står på et højt punkt og er synlig fra vejen og er nu helt fri for store objekter, der kan fange dens vind.

## Nuværende brug
Møllen bruges til at male fodermajs til dyrene på Melstedgård landbrugsmuseum. Der er en udstilling om møller på Bornholm og en demonstration af brugen af en mølle.

## Galleri
- Tejn Mølle eller Melsted Stubmølle
- Tejn Mølle eller Melsted Stubmølle
- Tejn Mølle eller Melsted Stubmølle

## Trivia
- Der er to andre monumentale stubmøller på Bornholm: Bechs Mølle og Egeby Mølle.[4]

## Eksterne links
- Tejn Stubmølle Monumentnr.: 400-286702-1 på Kulturarv.dk
- Møller på Bornholm Arkiveret 15. november 2016 hos  Wayback Machine
- Møllesten af Tejn Mølle Arkiveret 15. november 2016 hos  Wayback Machine på Bornholms Museum